# Батик
Батик е техника в изкуството и текстила, при която се използва восък, за да се изрисуват тъкани, картини, яйца и др. Думата е с явански произход и производна на думите амба („пиша“) и титик (от индонезийски „точка“).

## Техника
На пръв поглед, батикът не е сложна техника. Необходимите неща при батик са три: восък, текстилна тъкан и багрила. Най-подходящ е пчелният восък, но поради това, че той е по-скъп от обикновения восък, използван при производството на свещи, някои предпочитат да го смесват.
Разтопеният восък се нанася върху тъканите преди те да се потопят в боите. Местата, покрити с восък, не поемат боята. Ако авторът желае да оцвети тъканите в няколко цвята, тогава е необходимо да повтори процедурите по багрене, сушене и нанасяне на восъка, докато получи желания ефект.
При работата, ако е необходимо да се получат тънки линии, се ползва специален инструмент с дървена дръжка, който има малък метален контейнер, в повечето случаи конусовиден, с малък отвор в края, от който се излива течният восък.
Восъкът може да се нанася върху тъканите и по други начини: изливане върху плата, рисуване с четка, както и нанасяне с предварително подготвен печат от метал или дърво.
Признак за по-високо ниво на умение е ако батикът има еднакви изображения от двете страни на плата. Това подсказва, че рисунката е била направена от двете страни на тъканта с помощта на споменатия по-горе инструмент или с помощта на огледални печати.
След последното оцветяване тъканта се изсушава и се потапя в разтворител, който отстранява восъка. Восъкът може да се махне и като се потопи платът във вряща вода или като се изглади между две книжни кърпи или страници на вестник. Така, след като восъкът е отстранен, цветовете се разкриват в цялата им дълбочина и богатство.

## История
Няма точна информация за годината и мястото на произход да батика. Популярно е разбирането, че батикът възниква преди повече от 2000 години. Според някои, за негова родина може да се приемат индонезийските острови. Според други, ранни примери на батик могат да бъдат намерени в страните от Далечния изток, Близкия изток, Азия или в Индия.
Независимо от различните теории за произхода на батика, това изкуство е било много популярно през 13 век, на островите Ява и Бали.

## Галерия
- Примери за батик
- Автор: Ирина Бабаян
- Автор: Ирина Бабаян